# 翟湘萍
翟湘萍（1982年11月4日—），前亞洲電視女藝人，生于中國撫順。2005年亞洲小姐競選季軍。興趣為唱歌、游泳、時裝表演。現已与亞視約滿。

## 綜合節目(亞洲電視)
- 2005年亞洲小姐競選總決賽

## 曾獲獎項
- 2005年亞洲小姐-中國賽區總決賽-亞軍
- 2005年亞洲小姐-季軍

| 前任： 馮梓瑩 | 亞洲小姐競選季軍 2005年 | 繼任： 韓燕 |